# Championnat d'Irlande de football 1989-1990
Navigation
Édition précédente Édition suivante
Le Championnat d'Irlande de football en 1989-1990. Retour des dublinois de St. Patrick's Athletic FC sur le devant de la scène. Ils remportent leur quatrième titre de champion d’Irlande, leur premier depuis 1956.
Drogheda et UCD montent en Premier Division. Ils prennent la place de Cobh et de Waterford qui descendent en First Division.
En First Division EMFA change de nom et devient Kilkenny City AFC.

## Les 22 clubs participants
| Premier Division - Athlone Town - Bohemians FC - Cork City FC - Derry City FC - Drogheda United - UC Dublin - Dundalk FC - Galway United - Limerick FC - St. Patrick's Athletic FC - Shamrock Rovers - Shelbourne FC | First Division - Bray Wanderers - Cobh Ramblers FC - Finn Harps - Home Farm FC - Kilkenny City AFC - Longford Town - Monaghan United - Newcastle United - Sligo Rovers - Waterford United |

## Classement

### Premier Division
| Place | Club                      | Points | Victoires | Nuls | Défaites | Buts pour | Buts contre | Différence |
| ----- | ------------------------- | ------ | --------- | ---- | -------- | --------- | ----------- | ---------- |
| 1er   | St. Patrick's Athletic FC | 52     | 22        | 8    | 3        | 51        | 22          | +29        |
| 2e    | Derry City FC             | 49     | 20        | 9    | 4        | 72        | 18          | +54        |
| 3e    | Dundalk FC                | 42     | 17        | 8    | 8        | 50        | 26          | +24        |
| 4e    | Shamrock Rovers           | 40     | 16        | 8    | 9        | 45        | 37          | +8         |
| 5e    | Cork City FC              | 37     | 14        | 9    | 10       | 35        | 24          | +11        |
| 6e    | Bohemians FC              | 35     | 14        | 7    | 12       | 35        | 32          | +3         |
| 7e    | Shelbourne FC             | 33     | 10        | 13   | 10       | 39        | 39          | 0          |
| 8e    | Galway United             | 29     | 10        | 9    | 14       | 39        | 61          | -22        |
| 9e    | Limerick FC               | 22     | 7         | 8    | 18       | 28        | 50          | -22        |
| 10e   | Athlone Town              | 22     | 5         | 12   | 16       | 28        | 53          | -25        |
| 11e   | Drogheda United           | 18     | 5         | 8    | 20       | 20        | 44          | -24        |
| 12e   | UC Dublin                 | 17     | 6         | 5    | 22       | 25        | 61          | -36        |

### First Division
| Place | Club              | Points | Victoires | Nuls | Défaites | Buts pour | Buts contre | Différence |
| ----- | ----------------- | ------ | --------- | ---- | -------- | --------- | ----------- | ---------- |
| 1er   | Waterford United* | 37     | 16        | 5    | 6        | 58        | 28          | +30        |
| 2e    | Sligo Rovers*     | 37     | 13        | 11   | 3        | 30        | 12          | +18        |
| 3e    | Bray Wanderers    | 35     | 15        | 5    | 7        | 41        | 23          | +18        |
| 4e    | Kilkenny City AFC | 35     | 14        | 7    | 6        | 40        | 24          | +16        |
| 5e    | Home Farm FC      | 29     | 12        | 5    | 10       | 27        | 16          | +11        |
| 6e    | Finn Harps        | 27     | 11        | 5    | 11       | 32        | 30          | +2         |
| 7e    | Cobh Ramblers FC  | 25     | 10        | 5    | 12       | 33        | 31          | +2         |
| 8e    | Longford Town     | 17     | 4         | 9    | 14       | 15        | 46          | -31        |
| 9e    | Newcastle West    | 14     | 5         | 4    | 18       | 23        | 51          | -28        |
| 10e   | Monaghan United   | 14     | 5         | 4    | 18       | 23        | 61          | -38        |

(*) Waterford a battu Sligo en match d’appui (0-1 à l’aller et 2-0 au retour) pour le titre de champion de First Division. 

## Source
- (en) Alex Graham, Football in the Republic of Ireland : a Statistical Record 1921–2005, Soccer Books Ltd, novembre 2005, 142 p. (ISBN 978-1862231351).